# Villeneuve-la-Comptal
Villeneuve-la-Comptal (okzitanisch: Vilanòva la Comptal) ist eine französische Gemeinde mit 1.424 Einwohnern (Stand: 1. Januar 2022) im Département Aude in der Region Okzitanien. Sie gehört zum Arrondissement Carcassonne und zum Kanton Le Bassin Chaurien. Die Einwohner werden Villeneuvois genannt.

## Lage
Villeneuve-la-Comptal liegt etwa 36 Kilometer westnordwestlich von Carcassonne. Umgeben wird Villeneuve-la-Comptal von den Nachbargemeinden Mas-Saintes-Puelles im Nordwesten und Norden, Castelnaudary im Norden und Osten, Fendeille im Osten und Südosten, Fonters-du-Razès im Süden sowie Payra-sur-l’Hers im Westen und Südwesten.
Durch die Gemeinde führt die Autoroute A61.

## Bevölkerungsentwicklung
| Jahr                       | 1962 | 1968 | 1975 | 1982 | 1990 | 1999 | 2006 | 2019 |
| Einwohner                  | 682  | 617  | 640  | 720  | 805  | 876  | 1167 | 1359 |
| Quellen: Cassini und INSEE |      |      |      |      |      |      |      |      |

## Sehenswürdigkeiten
- Kirche Saints-Pierre-et-Paul
- Windmühle